# Karel Dvořáček (diplomat)
Karel Dvořáček (3. října 1889 Podklášteří, Třebíč – 23. června 1976 Benešov) byl český diplomat a překladatel. 

## Biografie
Karel Dvořáček se narodil v roce 1889 v Podklášteří u Třebíče (nynější součást města Třebíče), v roce 1909 odmaturoval na gymnáziu v Třebíči a následně nastoupil na Filozofickou fakultu univerzity ve Vídni, kde v roce 1914 získal titul doktora filozofie. Na začátku první světové války nastoupil do rakouskouherské armády, na konci července roku 1914 byl zajat ruskou armádou. V roce 1917 se přihlásil do československé armády a v dubnu roku 1918 odešel do Francie a tam jako kapitán působil na západní frontě. V říjnu roku 1918 vstoupil do ČsNR v Paříži a následně na budované československé velvyslanectví v Paříži, tam pracoval jako smluvní úředník a následně na generálním konzulátu jako konzul.
V lednu roku 1924 nastoupil na Ministerstvo zahraničních věcí, tam pracoval v oddělení šifer a následně v politické sekci v oddělení pro Společnost národů. V dubnu roku 1927 odešel na pozici legačního tajemníka na velvyslanectví ve Stockholmu, v lednu 1928 povýšil na pozici legačního rady. V dubnu roku 1931 se vrátil do Prahy na pozici vrchního odborového rady. V roce 1934 odešel na pozici chargé d'affaires na velvyslanectví do Helsinek, které z této pozice vedl, vyslanec pro Finsko Václav Girsa působil ve Varšavě. Po začátku druhé světové války bylo MZV zrušeno a byl přeřazen na ministerstvo školství v roce 1941 byl jako dřívější legionář odeslán do penze. V květnu roku 1945 se vrátil na MZV a působil jako přednosta politické sekce a v září roku 1947 byl přeložen na velvyslanectví do Londýna, odkud však byl v červenci následujícího roku odvolán a následně rezignoval. Jeho syn byl v srpnu roku 1948 zatčen při pokusu o opuštění republiky a Karel Dvořáček se tak musel vrátit do Prahy a následně byl politicky pronásledován.